# Panaszkontrolling
A panaszkontrolling-tevékenység lényege a panaszkezelési folyamatok, döntések és a panaszkommunikáció mennyiségi és minőségi ellenőrzése, az adatok és események monitorozása.
Ahhoz, hogy legyen mit kontrollálni, először is panaszfeltáró stratégiát kell követnie a cégnek, amelynek egyenes következménye, hogy az ügyfél-elégedetlenség minden megnyilvánulását panasznak tekintik, és rögzítik, majd feldolgozzák, kategorizálják téma, súlyosság és sürgősség szerint. Szegmentált ügyfélkörrel (minimum öt szegmenssel) dolgoznak, és az ügyféltörténetet nyilvántartják. Ezek után a következő panaszkontrolling adatokat gyűjtik, dolgozzák fel, és ezekből készítenek riportokat a vezetés számára:
- Az Ügyfélszám változása szegmensenként az előző időszakhoz képest

Jelzi a veszélyt, a magas ügyfélszegmensekben jelentkező veszélyes tendenciák korai észlelését teszi lehetővé és mentő, megelőző intézkedések megtételére figyelmeztet.
- Az elvesztett Ügyfelek száma, ügyfél-jövedelmezőségi csoportokban

A veszteségek számbavétele tényleges értékükön segít a tisztánlátásban, helyzetünk pontos ismerete segít sok fontos döntés előkészítésében.
- Egy új Ügyfél megszerzésének átlagos marketingköltsége szegmensenként

A panaszkezelés szempontjából ez azért fontos adat, mert az ügyfélmegtartásra gazdaságossági szempontból általában nem érdemes többet fordítani, mint amennyibe egy hasonlóan jövedelmező Ügyfél megszerzése kerül.
- Egy Ügyfél megtartásának átlagos költségei szegmensenként

A panaszkezelés, a kompenzáció pénzbe kerül, fontos, hogy szegmensenként legyenek tisztába vele, mennyibe.
- A panaszügyekben felhasznált kompenzáció költségei

Mivel ez egy különösen érzékeny terület, az ügyfélmegtartás összes költségeiből külön is érdemes kimutatni.
- Az egyes termékekre, termékcsoportokra, szolgáltatásokra lebontott jogos és megalapozatlan panaszok száma, és ezek változása az előző időszakhoz képest

Nem általában a panaszok száma az érdekes, hanem azok tartalma. Mire, hányan panaszkodtak jogosan és megalapozatlanul. Mely területen, milyen változásokat érzékelünk, és ezeknek vajon mi lehet az oka.
- A súlyos és sürgős beavatkozást igénylő jogos panaszok száma, és ezek változása az előző időszakhoz képest

A panaszok nem egyenlő súlyúak. Ismernünk kell a súlyos és sürgős panaszok számát, arányát, változását, hogy lássuk, milyen tendenciák mutatkoznak.
- A tömeges és ismétlődő jogos panaszok száma, és ezek változása az előző időszakhoz képest

A sok Ügyfelet egy időben érintő panaszok, különösen veszélyesek, kiváltják a média érdeklődését. Ezek alakulását is nyomon kell követni, hogy felkészülhessünk a kríziskommunikációra, és a megelőzésre, ha pedig megtörtént, képesek legyünk a hiba kijavítására koncentrálni.
- A jogos panaszok leggyakoribb kiváltó okai

Adatokkal alátámasztva kell azonosítanunk, hogy mely területeken kell sürgős és esetleg költséges intézkedéseket tenni. A hibaismétlést lehetőleg meg kell előzni.
- A megalapozatlan ügyfélpanaszok leggyakoribb okai

Fel kell tárnunk, mi az oka a legtöbb félreértésnek, amely cégünk és Ügyfelei között keletkezik, és megelőző intézkedéseket kell tenni ezek elkerülése érdekében.
- A leggyakoribb panaszok megelőzésére szolgáló javaslatok

Érdemes az Ügyfelek és a munkavállalók köréből ötleteket gyűjteni a megelőzésre. Nem törvényszerű, hogy annak legyenek a legjobb ötletei egy hiba kijavítására, megelőzésére, aki azt elkövette, vagy akinek ez a munkaköri kötelessége.
- Az Ügyfelek elvesztésének leggyakoribb ismert okai

A veszteségek okainak ismerete lehetővé teszi az ismételt veszteségek megelőzését. Ehhez természetesen arra van szükség, hogy megkérdezzük az elvesztett Ügyfeleket, vajon mivel voltak elégedetlenek (Exit-interjú).
- A termék és szolgáltatásfejlesztésre vonatkozó gyakori ügyféljavaslatok

Az Ügyfeleknek rengeteg ötletük van, melyek többsége nyilvánvalóan nem használható, de ez még nem ok arra, hogy valamennyit kidobjuk.
- Az ügyfélpanaszok alapján megvalósított fejlesztések

Rengeteg jó ötlet származhat az Ügyfelektől, ha odafigyelünk rá, és kellőképpen nyitottak vagyunk.
- Az elvesztett Ügyfelek közül visszaszerzettek száma, ennek költségei

Az elvesztett Ügyfelek visszaszerezhetők, de ennek is vannak költségei. Azonban a visszaszerzett Ügyfelek – miután látták, hogy máshol sincs kolbászból a kerítés – lojálisabbak lesznek hozzánk.
Természetesen a panaszokból kinyerhető információk többsége más módon is beszerezhető, piackutatás, ügyfélelégedettség-mérés, próbavásárlás, fókuszcsoportok alakítása, külső szakértők bevonása stb., azonban ezek lényegesen drágább és kevésbé pontos módszerek.

## Forrás
- Arany Ferenc: Panaszügyek hatékony megoldása. Budapest: Gold-Invest Kft. 2000. ISBN 9630041898